# 德哈諾人
德哈諾人，或稱特加諾人（西班牙語：Tejano，西班牙語發音：[teˈxano] ），西班牙语的意思是「德克薩斯人」，是居住在得克萨斯州的西班牙語定居者後裔。他们擁有西班牙克里奥人或墨西哥美國人的文化遗产，但可能不一定是這些定居者的直接後裔。
从历史上看，德哈諾人已经被用来确定各种群体的人。在西班牙殖民时代，该词主要适用于今天德克薩斯州地區的西班牙殖民者。該地區曾經是新西班牙的一部分，在1821年以後成爲墨西哥的一部分）。 後來定居者從美國進入，並建立了獨立的德克薩斯共和國，德哈諾人成爲講西班牙语的德克薩斯人的代稱。 實際上，許多德哈諾人社區中，講不同流利程度的西班牙語和一些完全不會講西班牙語的人仍然被认为是該文化社區的一部分。

## 著名人物
- 伊娃·朗歌莉亞
- 何塞·安東尼奧·納瓦羅
- 艾麗絲·布莉達
- 寶拉·狄安妲
- 赛琳娜·戈麦斯
- 阿尔韦托·冈萨雷斯
- 尼古拉斯·冈萨雷斯
- 艾迪·葛雷洛
- 蘿拉·賀林
- 雷蒙·紐尼斯